# Sageraea
Sageraea is een geslacht uit de familie Annonaceae. De soorten uit het geslacht komen voor in tropisch Azië.

## Soorten
- Sageraea bracteolata R.Parker
- Sageraea elliptica (A.DC.) Hook.f. & Thomson
- Sageraea lanceolata Miq.
- Sageraea laurina Dalzell
- Sageraea listeri King
- Sageraea reticulata Craib
- Sageraea sarawakensis Heusden
- Sageraea thwaitesii Hook.f. & Thomson
- Sageraea zeylanica Heusden